# Wolfram van Sens

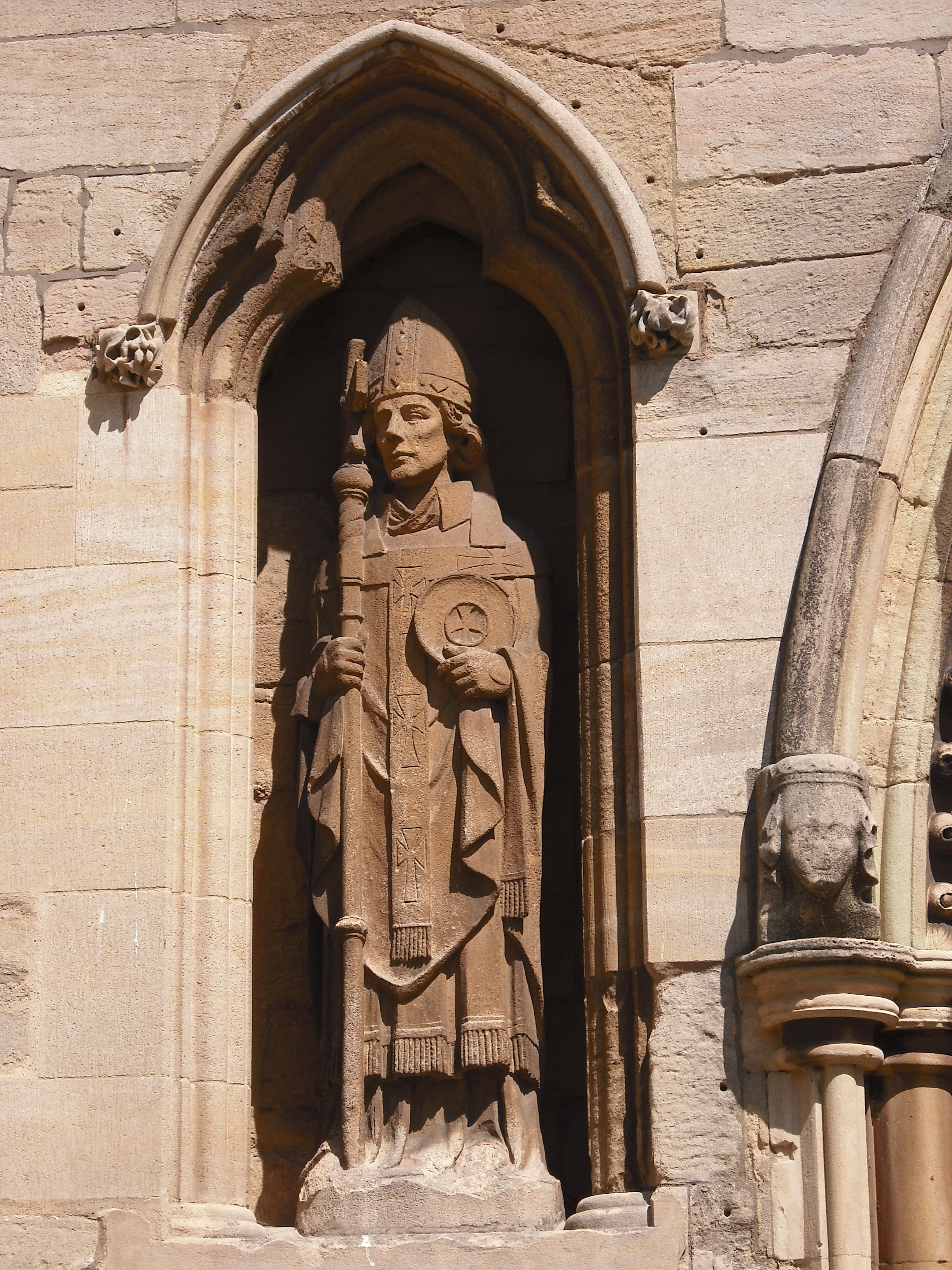
Standbeeld van Wolfram van Sens

Wolfram van Sens, ook Wulfram van Fontenelle of Wulfrannus (Latijn: Wulframnus; Frans: Vulfran of Vulphran), (circa 640 – 20 maart 703) was een belangrijke Frankische missionaris van de Lage Landen. Daarvoor was hij bisschop van Sens in Frankrijk geweest. Wulfram werd na zijn dood heilig verklaard.

## Levensloop
Wolfram werd geboren in het bisdom Meaux, op Mauraliacus, een niet nader bepaalde plaats in de buurt van Fontainebleau, waarschijnlijk Milly-la-Forêt. Hij was de zoon van een zekere Wolbert, een ridder aan het hof van Dagobert I, koning van de Franken, die in hoog aanzien stond bij Dagobert en zijn zoon Clovis II. Dagobert's koninkrijk werd na zijn dood, overeenkomstig de Salische wet, verdeeld onder zijn zonen. De geboorteplaats van Wolfram lag het dichtst bij het hof van Dagobert's zoon en gedeeltelijke opvolger, Clovis II die koning was van Neustrië en Bourgondië. Het lijkt waarschijnlijk dat Wolfram is geboren rond 647; kort nadat Dagobert in 639 was gestorven. 
Wolfram groeide op en werd opgeleid aan het hof van Clovis II en toonde een aanleg voor studeren op academisch niveau en was voorbestemd om priester te worden. Na een lange tijd, als lid van de hofclerus, aan het hof van de koningen Chlotharius III en zijn broer en opvolger Theuderik III (beiden zonen van Clovis II) te hebben geleefd hij trad hij waarschijnlijk in 687/688 toe tot de kloostergemeenschap van de benedictijner Abdij van Fontenelle,  tegenwoordig genoemd Abdij van Saint-Wandrille in Normandië. Rond 690 ontving hij de priesterwijding en leek het er op dat hij, voor de rest van zijn dagen, van plan was een teruggetrokken leven in deze abdij te leiden. Dit veranderde echter toen Wolfram naar het hof van Theuderik III van Neustrië werd teruggeroepen. Deze verandering lijkt hem een grotere bekendheid te hebben verleend aangezien hij in 692, ten wille van zijn deugdzame leven, tot aartsbisschop van Sens werd verkozen (Er worden echter voor deze laatste gebeurtenis verschillende data genoemd). In ieder geval was hij gewijd in deze positie in het jaar 693. Hij was toen namelijk aanwezig op een vergadering van bisschoppen in Valencijn. Wolfram verving als aartsbisschop zijn rechtmatige voorganger, Amatus, die in ballingschap was gegaan. Dit leverde toch een controverse op, die niet voorbij ging, en Wulfram nam als gevolg hiervan in het jaar 695, na twee-en-een-half jaar aartsbisschop te zijn geweest, weer ontslag ten gunste van Amatus; zijn voorganger en opvolger als aartsbisschop van het aartsbisdom Sens. Naar mening van Wolfram was Amatus beter geschikt voor deze functie en het soort werk dat dit met zich meebracht en trok zich weer terug in zijn oude klooster de Abdij van Fontenelle. Er bestaan echter verschillende plaatsen die Fontenelle werden genoemd, maar het was waarschijnlijk de Abdij van Fontenelle, thans de Abdij van Saint-Wandrille in de buurt van Caudebec-en-Caux in het bisdom Rouen in Normandië. Echter, de Kirchenlexikon verwijst naar de Abdij van Fontenelle bij Maing in het noorden van Frankrijk.
Na enige tijd verbleven te hebben in de Abdij van Fontenelle kreeg hij de opdracht om de Friezen te gaan evangeliseren. De Franken, onder leiding van de hofmeier Pepijn van Herstal (hofmeier van koning Theuderik), hadden kort daarvoor in 695 van de Friezen een belangrijke veldslag (Slag bij Dorestad) gewonnen en hadden de voormalige Friese gebieden in het Utrechtse rivierengebied ten zuiden van de Oude Rijn met daarin Utrecht en Dorestad terugveroverd op de Friezen. Het voormalige hof van Friese koningen in het oude Romeinse fort Traiectum, nu Utrecht, werd aan de missionaris Willibrord gegeven als steunpunt voor zijn zending onder de Friezen. Wolfram ging samen met enige monniken, waaronder ook monniken van de Abdij van Fontenelle en ook de diaken Wandon, op weg naar Frisia. Het Friese grondgebied besloeg toen de huidige Nederlandse provincies Noord- en Zuid Holland, Zeeland, Utrecht (gedeeltelijk), Friesland en Groningen en in Duitsland in Oost-Friesland. Naar men aanneemt ging Wolfram eerst naar Willibrord in Utrecht. Vandaar uit zou hij verder getrokken zijn dieper Friesland in en werkte hij vooral in de nabijheid van de plaats Medemblik, waar de koning der Friezen, Radboud, hof hield.

## De missie in Friesland
Over de precieze volgorde van de gebeurtenissen in Friesland bestaat geen volledige duidelijkheid. Wolfram zou de zoon van Radboud hebben gedoopt en mocht in Friesland preken. In Friesland was het toen, volgens Wolfram, de gewoonte dat mensen, waaronder ook kinderen, na door het lot te zijn aangewezen werden geofferd aan de Germaanse/Friese goden. De waarheid hiervan wordt betwist. Wolfram protesteerde hierover bij Radboud, maar kreeg van hem te horen dat hij niet in staat was om deze gewoonte te veranderen. Wolfram werd echter uitgenodigd om hen te redden als hij dat kon. Volgens de hagiografie waadde vervolgens Wolfram in de zee naar twee kinderen die in zee waren vastgebonden aan staken om te verdrinken als het vloed werd. Het keerpunt kwam met de redding van een man, Ovon, die door het lot was aangewezen om te worden geofferd door middel van ophanging. Wolfram smeekte Radboud om met deze mensenoffers te stoppen, maar de mensen waren verontwaardigd over deze voorgestelde heiligschennis. Radboud en Wolfram waren uiteindelijk overeengekomen dat Wolfram's God een kans zou krijgen om het leven Ovon te redden hebben, en als hij dat deed, Wolfram en zijn God hem mochten hebben. Ovon werd opgehangen en men liet hem een paar uur hangen, terwijl Wolfram bad. Toen de Friezen Ovon voor dood achterlieten brak het touw en viel Ovon op de grond en leefde nog. Ovon werd Wolframs slaaf, zijn volgeling, een monnik, en vervolgens een priester in de Abdij van Fontenelle. Het geloof van de missionarissen en hun vermogen om wonderen te verrichten beangstigde de mensen en vol ontzag keerde men zich af van het oude geloof en liet men zich dopen. 
Wolfram leek zelfs Radboud te hebben bekeerd, maar op het allerlaatste moment zag de Fries van het doopsel af. Dit voorval vindt men vaak afgebeeld op zijn dramatisch hoogtepunt. Radboud zou al met één been in de doopvont gestaan hebben, toen hij zich op het allerlaatste moment bedacht met de vraag:
- "U zegt dat ik, als ik mij niet laat dopen, onvermijdelijk naar de hel zal gaan; waar zijn dan al mijn voorouders?"

- Wolfram antwoordde naar zijn beste overtuiging: "Ik moet vrezen in de hel, majesteit."

- "Dan", sprak de vorst der Friezen, terwijl hij zich weer begon aan te kleden, "wil ik niet gescheiden worden van mijn voorouders en zie ik af van uw doopsel."

## Wolframs dood en daarna
Hij trok zich na zijn reis naar Friesland terug in de Abdij van Fontenelle waar hij in 703 stierf. Voor het jaar van overlijden van de Wolfram wordt soms ook het jaar 720 aangegeven, maar er is geschreven dat zijn lichaam begraven dat zijn lichaam zou verplaatst zijn in 704. Ongeacht het jaar van zijn overlijden, wordt Sint-Wolfram's feestdag gehouden op 20 maart. Hij werd eerst begraven in de Sint-Pauluskapel in de Abdij van Fontenelle, maar in 704, opnieuw werd hij herbegraven in de grote kerk van deze abdij. Later in 1058 werd zijn lichaam weer verplaatst, dit keer naar de collegiale kerk van Onze Lieve Vrouw in Abbeville, die vervolgens werd gewijd in Wolfram's naam. De overbrenging van zijn lichaam naar Abbeville wordt herdacht op 15 oktober. Rond deze tijd of later, misschien toen zijn lichaam weer werd verplaatst, dit keer naar Rouen, werd zijn arm meegenomen als een reliek voor de Abdij van Croyland in Lincolnshire in Engeland. De interesse in hem zou zijn ontstaan door Ingulph. De abt van deze abdij was een voormalige monnik van de Abdij van Fontenelle. Ingulph, die stierf in 1109, was secretaris van Willem de Veroveraar, die hem in 1086 tot abt van de Abdij van Croyland had benoemd.
Zijn hagiografie (Latijn: Vita) werd elf jaar na zijn overlijden door de monnik Jonas van Fontenelle opgetekend. Deze monnik was afkomstig uit hetzelfde klooster als waar Sint-Wolfram was overleden. Er lijkt echter weinig consensus te bestaan over de precieze data van de meeste belangrijke gebeurtenissen tijdens zijn leven of post mortem. 
Sint-Wolfram wordt in de kunst afgebeeld als dopende een jonge koning, of de zoon van Radboud. Soms is de jonge koning bij hem en soms wordt hij afgebeeld dat het lijkt dat Sint-Wolfram met begeleidende monniken aankomt per schip om Radboud te dopen. In Frankrijk is de belangrijkste kerk van Abbeville (Somme) aan hem gewijd en in Engeland zijn dat er twee; namelijk die van Grantham in Lincolnshire en Ovingdean in Sussex. Als patroonheilige beschermt hij tegen de gevaren van de zee.